# Dialytodius olympicus
Dialytodius olympicus är en skalbaggsart som beskrevs av Gordon och Paul E.Skelley 2007. Dialytodius olympicus ingår i släktet Dialytodius och familjen Aphodiidae. Inga underarter finns listade i Catalogue of Life.